# Obwód winnicki
Obwód winnicki (ukr. Вінницька область) – jeden z 24 obwodów Ukrainy. Leży w środkowej części Ukrainy, przy granicy z Mołdawią. Stolicą obwodu jest Winnica.
Na zachodzie graniczy z obwodem czerniowieckim i chmielnickim, na północy z żytomierskim, na wschodzie z kijowskim, kirowohradzkim i czerkaskim, a na południu z obwodem odeskim i Mołdawią.

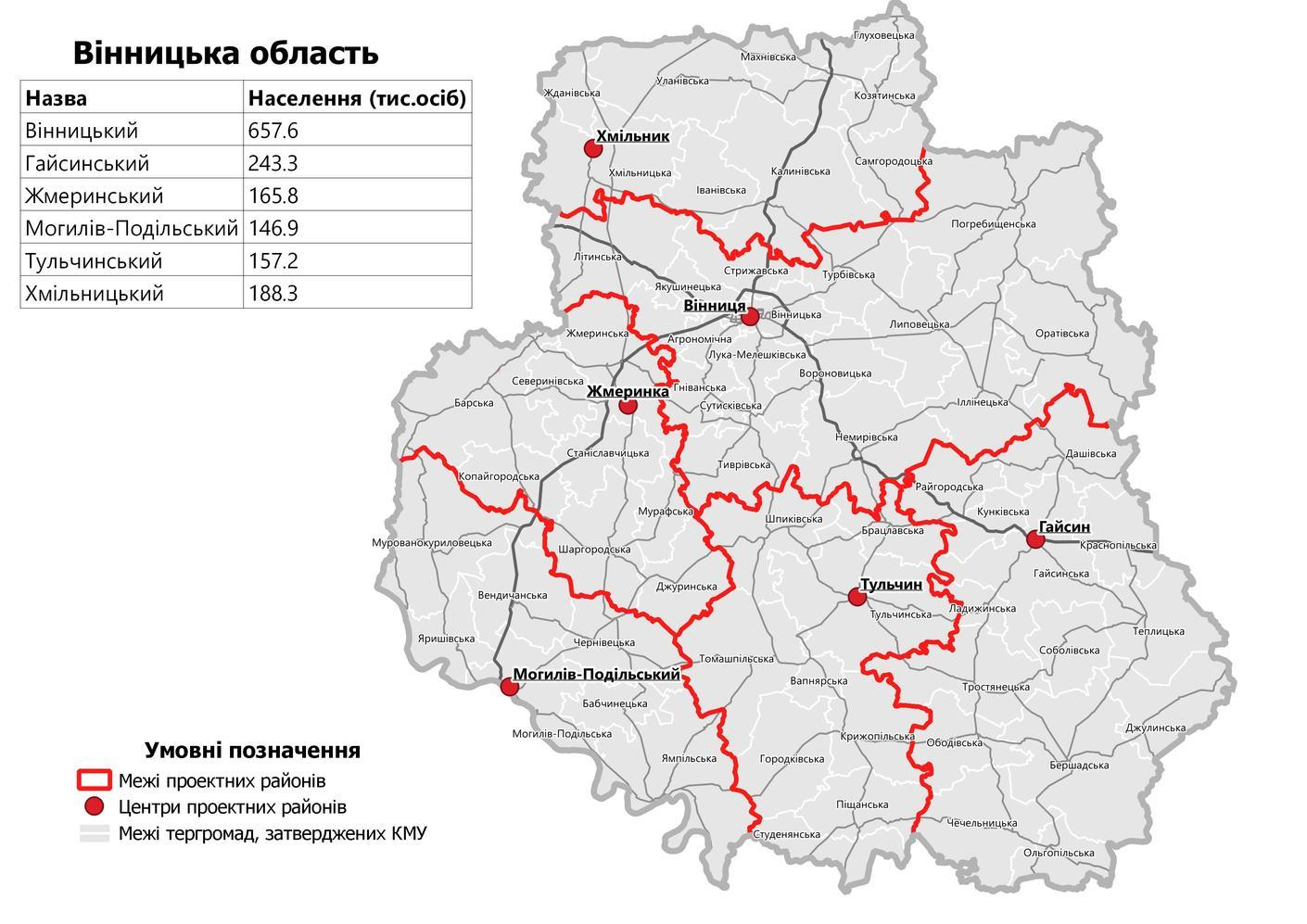
Rejony od 2020 roku

Rejony do 2020 roku

## Podział administracyjny
Obwód dzieli się na 6 rejonów:
1. chmielnicki
2. hajsyński
3. mohylowski
4. tulczyński
5. winnicki
6. żmeryński

Do 19 lipca 2020 roku obwód dzielił się na 27 rejonów:
- barski
- berszadzki
- chmielnicki
- czerniwecki
- czeczelnicki
- hajsyński
- iliniecki
- jampolski
- kalinowski
- koziatyński
- krzyżopolski
- lipowiecki
- lityński
- mohylowski
- kuryłowiecki
- niemirowski
- oratowski
- piszczański
- pohrebyszczeński
- tepłycki
- tywriwski
- tomaszpolski
- trościański
- tulczyński
- szarogrodzki
- winnicki
- żmeryński

oraz 6 miast wydzielonych: Chmielnik, Koziatyn, Ładyżyn, Mohylów Podolski, Winnica oraz Żmerynka.

## Gospodarka
W obwodzie rozwinął się przemysł spożywczy, lekki, maszynowy, metalowy, materiałów budowlanych, chemiczny. W regionie uprawia się buraki cukrowe, zboże, ziemniaki, słoneczniki, tytoń, winorośl, drzewa owocowe, warzywa oraz hoduje się bydło, trzodę chlewną.

## Ludność
Dnia 1 stycznia 2021 r. obwód winnicki zamieszkiwało 1529,1 tysiąca osób, w tym 795,8 tys. (52,1%) ludności miejskiej i 733,2 tys. (47,9%) ludności wiejskiej. 

### Największe miasta
| Miasto           | Populacja (tys.) | Powierzchnia [km²] |
| ---------------- | ---------------- | ------------------ |
| Winnica          | 369,5            | 79,94              |
| Żmerynka         | 35,4             | 18,26              |
| Mohylów Podolski | 32,3             | 21,63              |
| Chmielnik        | 28,1             | 20,5               |
| Hajsyn           | 25,7             | 18,26              |
| Koziatyn         | 24,3             | 12,5               |
| Ładyżyn          | 22,6             | 9                  |
| Kalinówka        | 19,3             | 9,8                |
| Bar              | 16,5             | 5,95               |
| Tulczyn          | 15,6             | 9,26               |
| Berszad          | 13,2             | 7,1                |
| Hniwań           | 12,6             | 14,75              |
| Niemirów         | 11,8             | 10,92              |

### Skład etniczny
| Narodowość  | Liczba    | %      |
| ----------- | --------- | ------ |
| Ukraińcy    | 1 674 135 | 94,91% |
| Rosjanie    | 67 501    | 3,83%  |
| Polacy      | 3794      | 0,22%  |
| Białorusini | 3114      | 0,18%  |
| Żydzi       | 3066      | 0,17%  |
| Mołdawianie | 2944      | 0,17%  |
| Ormianie    | 1091      | 0,06%  |
| Cyganie     | 874       | 0,05%  |
| Azerowie    | 717       | 0,04%  |
| Tatarzy     | 504       | 0,03%  |
| Inne        | 6204      | 0,35%  |
| Łącznie     | 1 763 944 | 100%   |

## Geografia
Obwód winnicki zajmuje ok. 5,4% terytorium Ukrainy. Położony jest w strefie leśno-stepowej. Posiada rozległe lasy liściaste, porośnięte głównie przez dęby, graby, lipy, jesiony, klony oraz wiązy. Przez obwód przepływają 204 rzeki należące do dorzecza Dniepru, Bohu i Dniestru.

### Minerały
Obwód winnicki jest bogaty w minerały niemetaliczne. Duże znaczenie gospodarcze mają złoża kaolinu i kamienia budowlanego. Istnieją również złoża kredy, gipsu, gliny i piasku. Lokalnie występuje torf i węgiel brunatny. Zasoby mineralne Obwodu winnickiego są dobrym fundamentem do szybkiego rozwoju przemysłu.

### Klimat
Klimat – umiarkowany kontynentalny, średnia temperatura stycznia: –6 °C, średnia temperatura lipca: +19 °C. Suma rocznych opadów: 520–590 mm.

## Zabytki
- Pałace, m.in. pałac Potockich w Tulczynie, pałac Grocholskich w Woronowicy i pałac Witosławskich w Czerniatynie
- Polskie kościoły, m.in. kościół kapucynów w Winnicy, kościół św. Anny w Barze, kościół św. Józefa w Hniwaniu, kościół Matki Boskiej Szkaplerznej w Bracławiu, kościół św. Floriana w Szarogrodzie, kościół Ścięcia głowy św. Jana Chrzciciela w Chmielniku (miejsce chrztu Ignacego Jana Paderewskiego) i kościół dominikanów w Murafie
- Drewniane cerkwie pw. św. Mikołaja z czasów I Rzeczypospolitej w Ilińcach i Winnicy

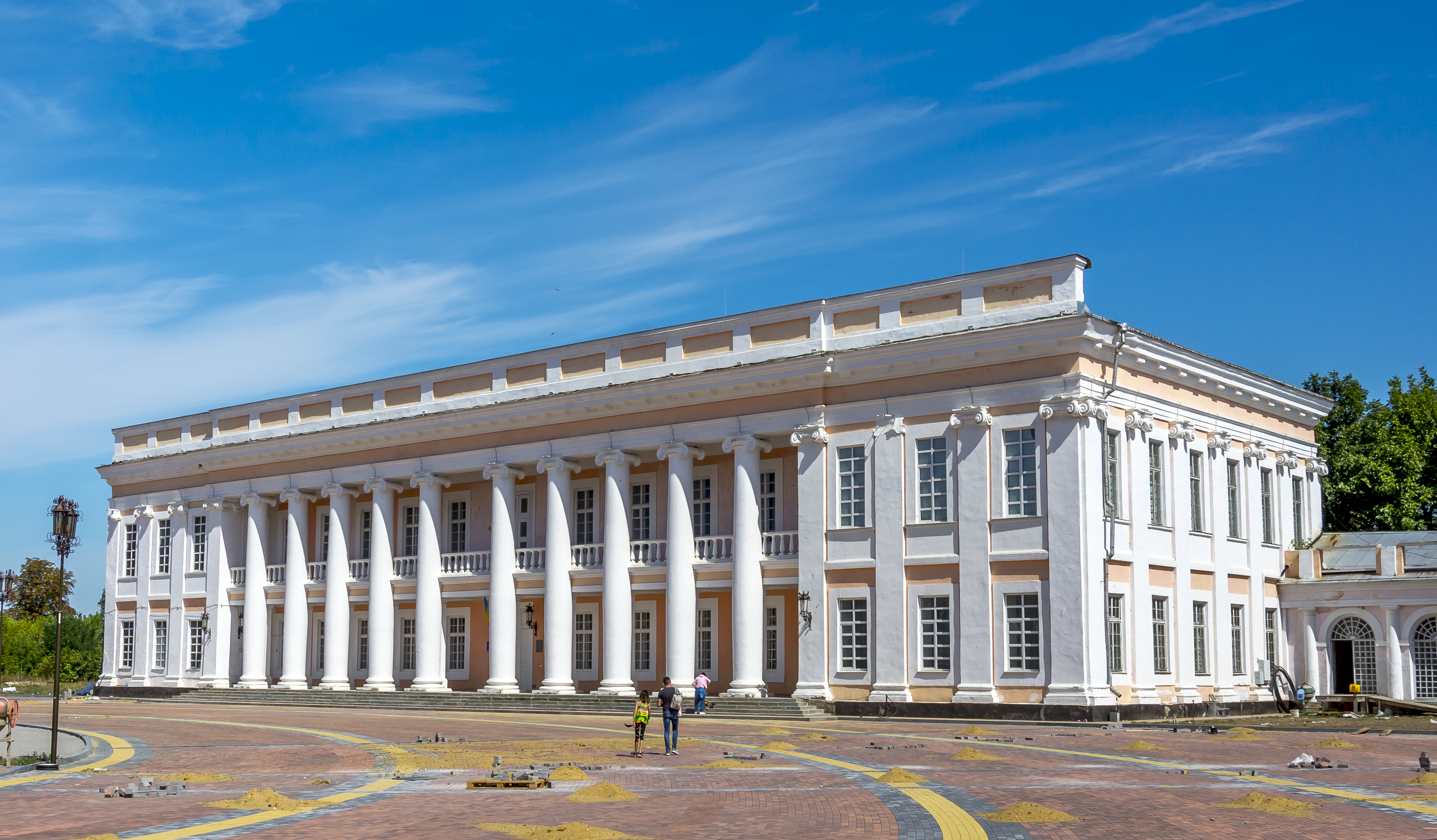
Pałac Potockich w Tulczynie
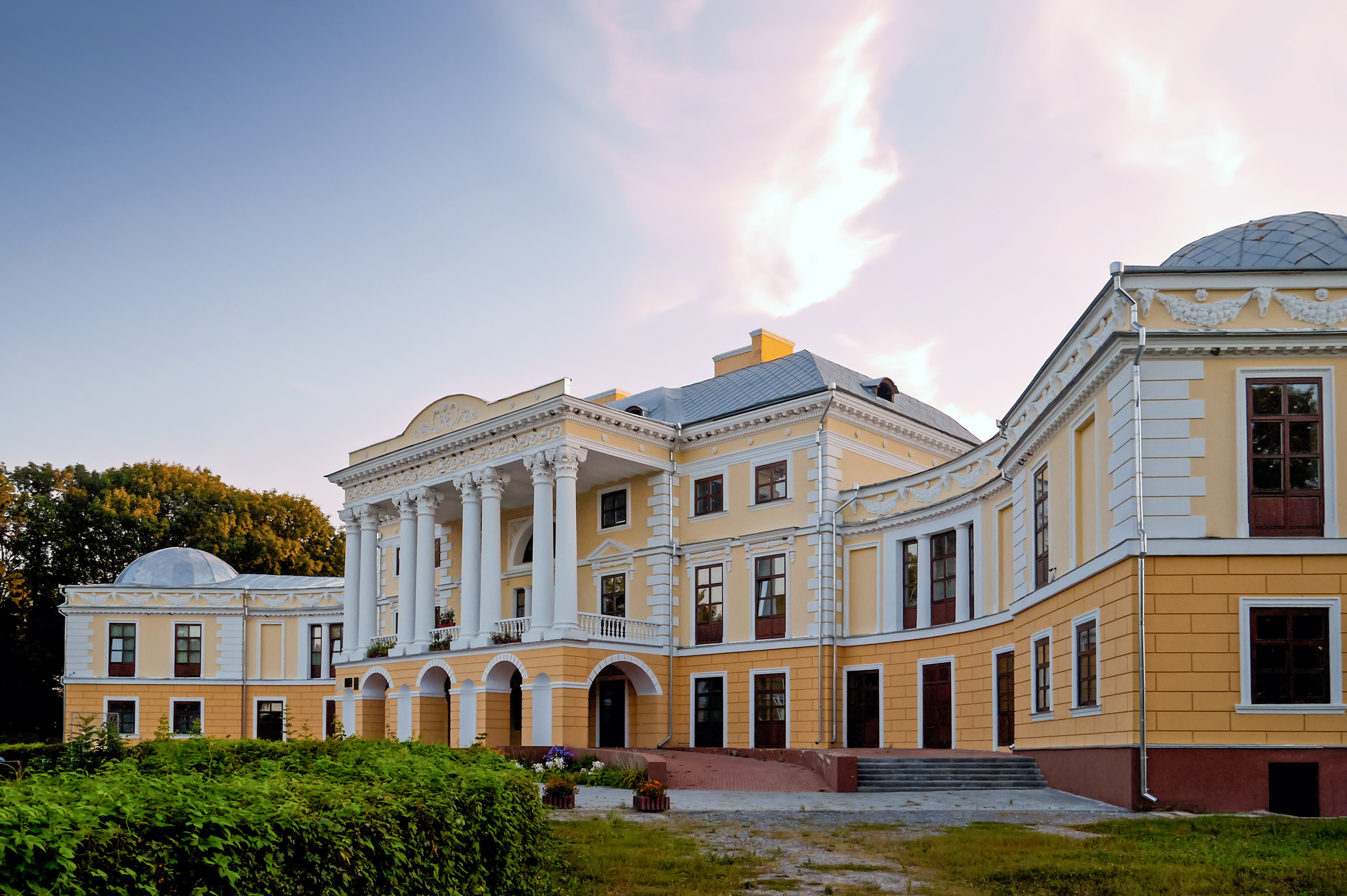
Pałac Grocholskich w Woronowicy
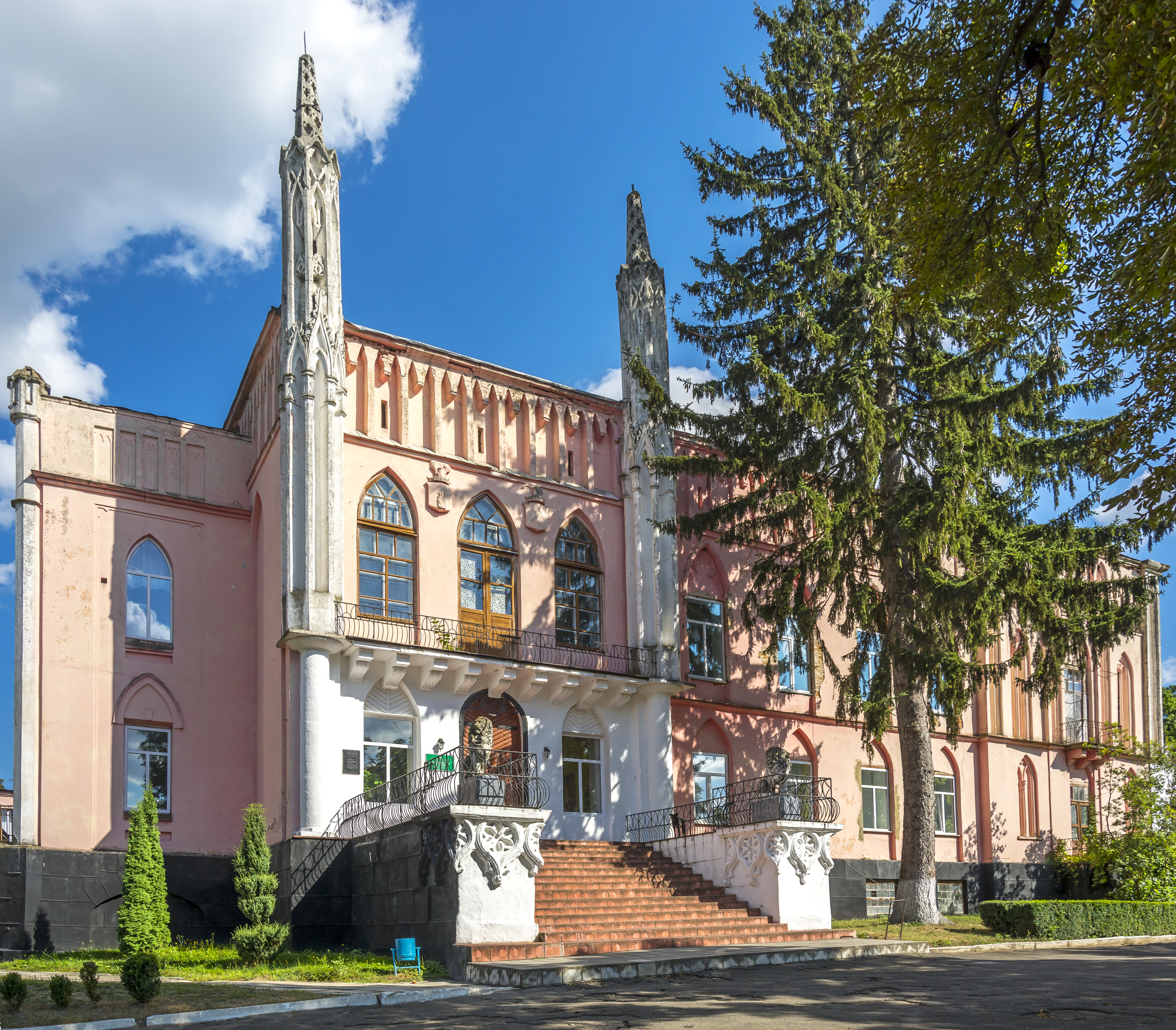
Pałac Witosławskich w Czerniatyniu
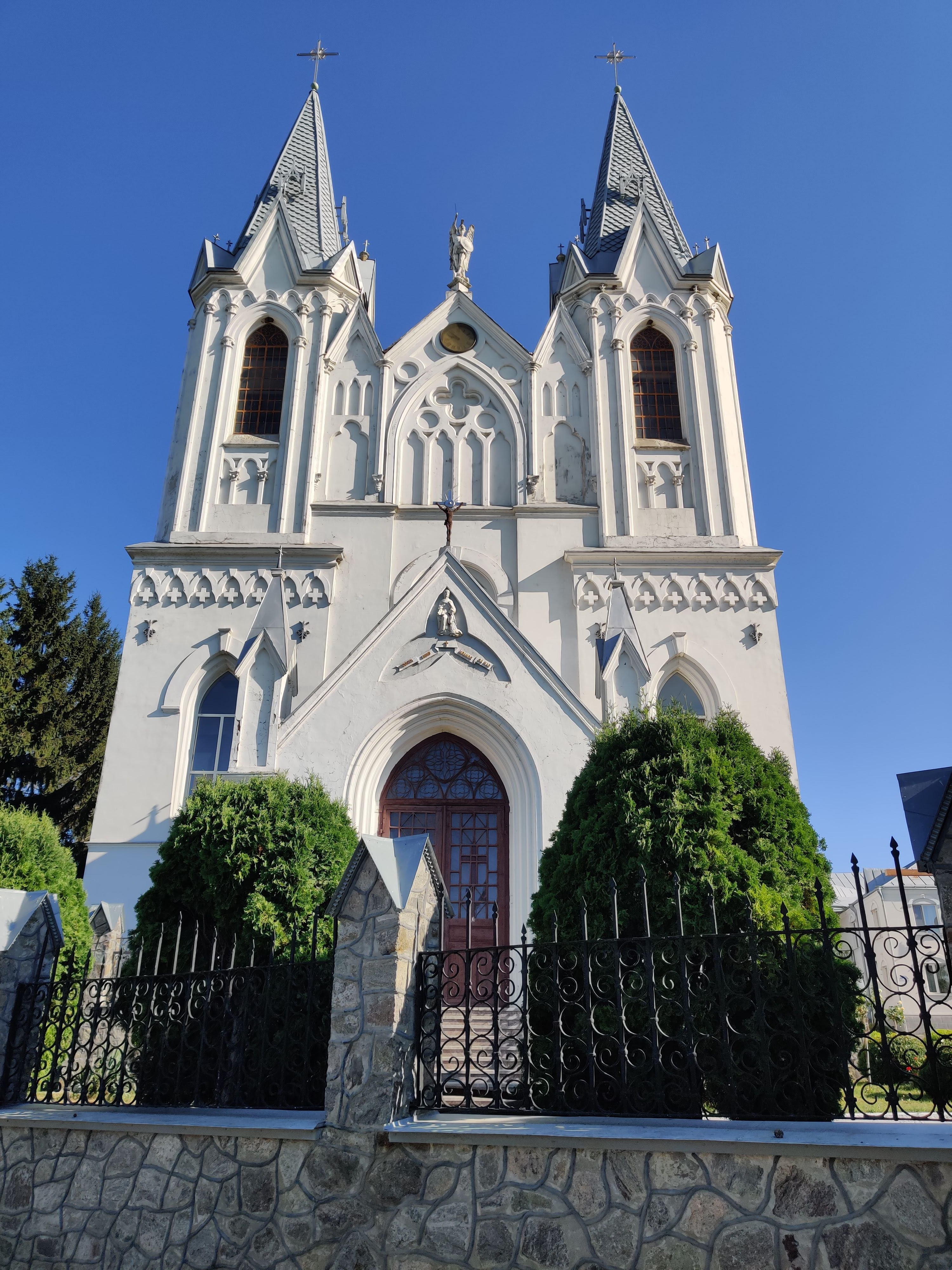
Kościół św. Anny w Barze
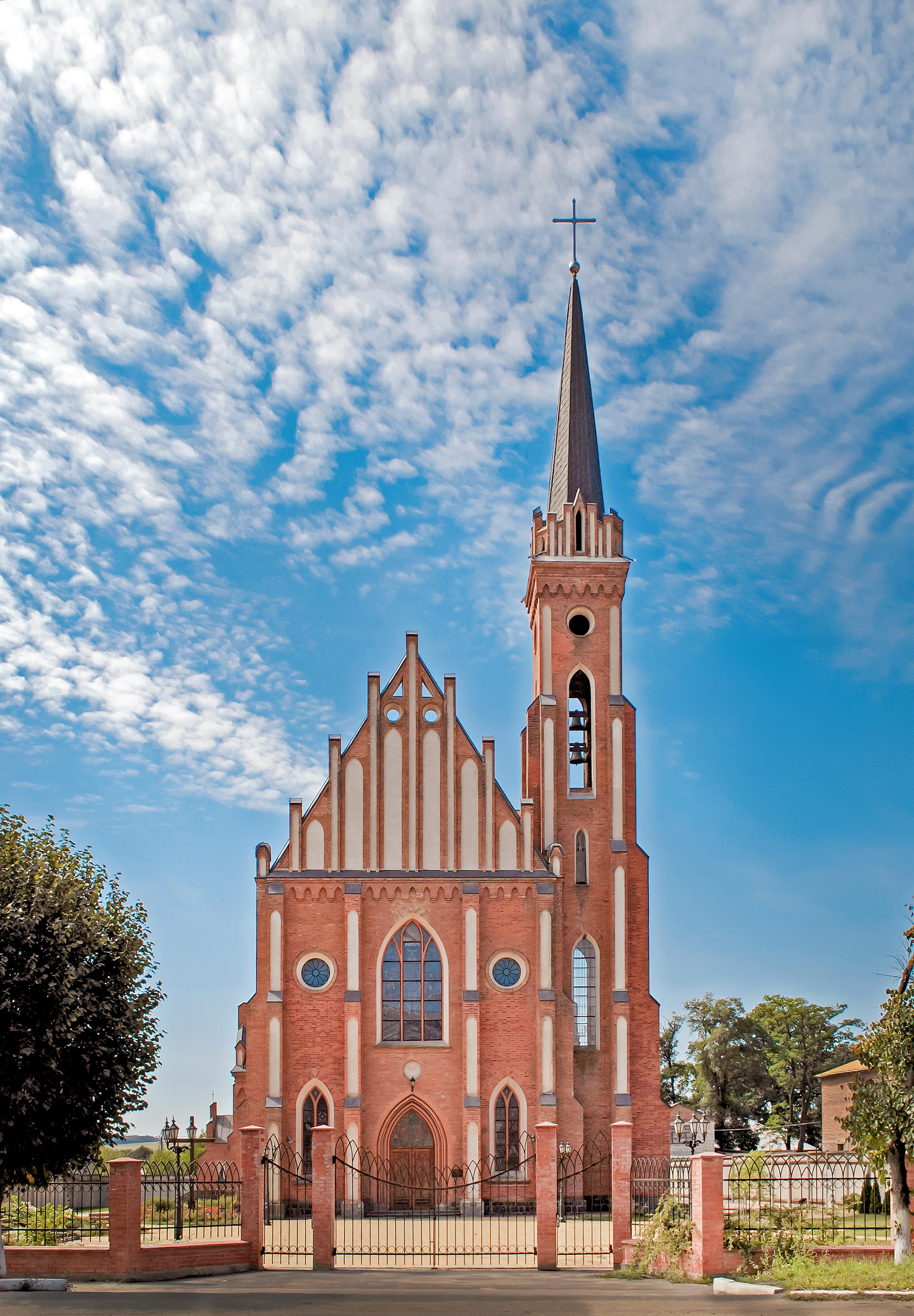
Kościół św. Józefa w Hniwaniu

## Religia

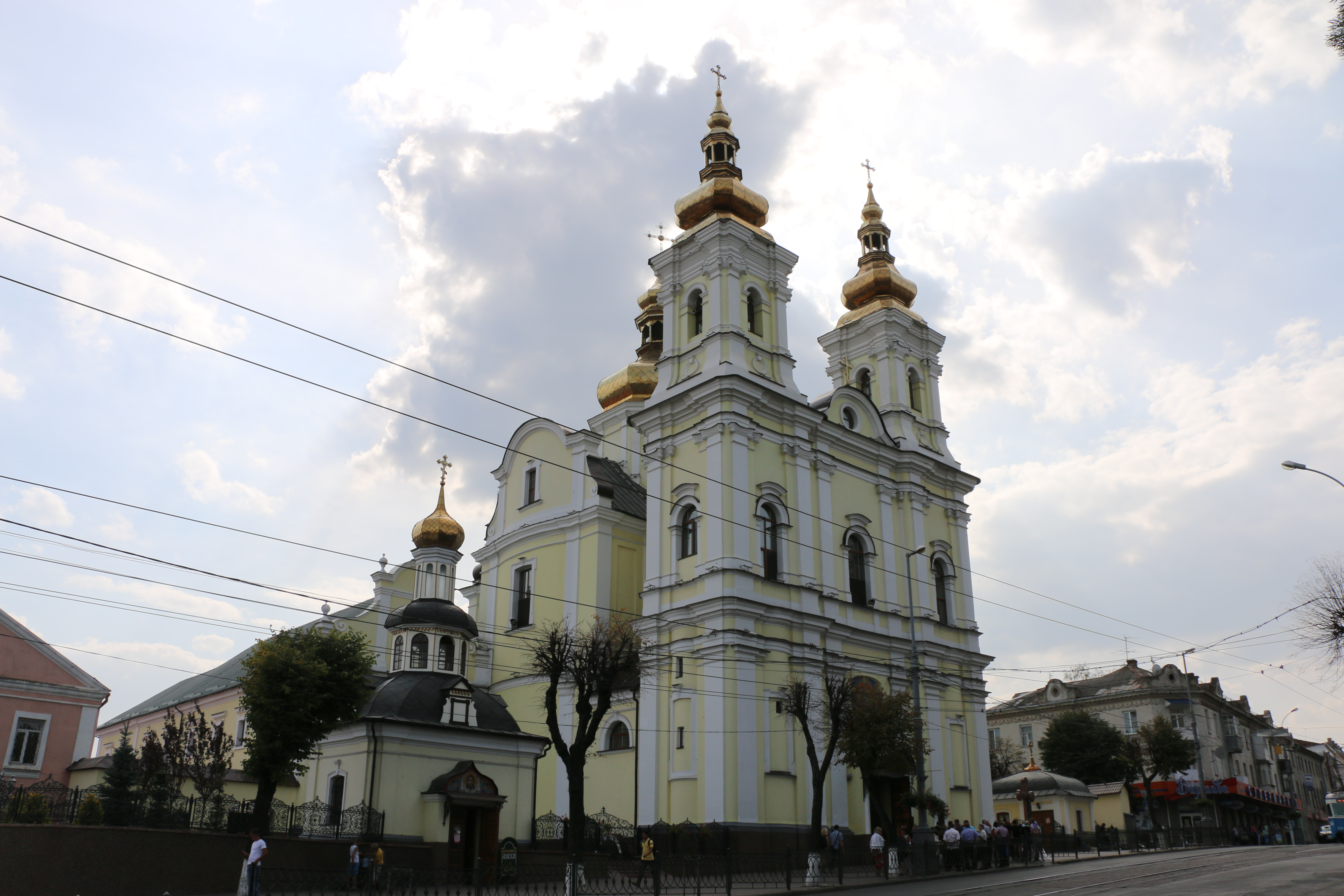
Sobór Przemienienia Pańskiego w Winnicy, dawny kościół dominikanów

W regionie istnieją 2,052 organizacje wyznaniowe, z czego aż 1259 (61,3%) prawosławnych.
Liczba niektórych organizacji religijnych:
- Ukraiński Kościół Prawosławny Patriarchatu Moskiewskiego – 951
- Ukraiński Kościół Prawosławny Patriarchatu Kijowskiego – 232
- Ukraiński Autokefaliczny Kościół Prawosławny – 53
- Kościół katolicki obrządku bizantyjsko-ukraińskiego – 17
- Kościół rzymskokatolicki – 130
- Wyznania protestanckie – 579